# Vladimír Kayser
Vladimír Kayser (* 18. března 1951) je bývalý slovenský fotbalista. Profesí je sportovní lékař. Působil jako lékař fotbalistů ŠK Slovan Bratislava.

## Fotbalová kariéra
V československé lize hrál za Spartak Trnava. Gól nedal. Ve druhé nejvyšší soutěži hrál za Matador Bratislava.

## Ligová bilance
| Ročník                                      | Zápasy | Góly | Klub                     |
| ------------------------------------------- | ------ | ---- | ------------------------ |
| 1. československá fotbalová liga 1975/76    | 18     | 1    | Spartak Trnava           |
| 1. slovenská národní fotbalová liga 1981/82 | 1      | 0    | Iskra Matador Bratislava |
| CELKEM I. LIGA                              | 18     | 1    |                          |